# Oucmanice
Oucmanice är en ort i Tjeckien.   Den ligger i regionen Pardubice, i den östra delen av landet, 130 km öster om huvudstaden Prag. Oucmanice ligger 383 meter över havet och antalet invånare är 213.
Terrängen runt Oucmanice är platt åt sydväst, men åt nordost är den kuperad. Terrängen runt Oucmanice sluttar västerut. Runt Oucmanice är det ganska tätbefolkat, med 65 invånare per kvadratkilometer. Närmaste större samhälle är Česká Třebová, 14,9 km sydost om Oucmanice. I omgivningarna runt Oucmanice växer i huvudsak blandskog.